# Varmestråling
 For alternative betydninger, se Varmestråling (flertydig). (Se også artikler, som begynder med Varmestråling)
 Ikke at forveksle med infrarød stråling.
Varmeståling eller termisk stråling er elektromagnetisk stråling genereret af termiske bevægelse af partikler i stof . Alt stof med en temperatur større end det absolutte nulpunkt udsender varmestråling. Partikelbevægelser resulterer i ladningsacceleration eller dipoloscillation, der producerer elektromagnetisk stråling.
Den infrarøde stråling, der udsendes af dyr, der kan detekteres med et infrarødt kamera, og den kosmiske mikrobølgebaggrundsstråling er eksempler på varmestråling.
Hvis et strålende objekt opfylder de fysiske egenskaber for et sort legeme i termodynamisk ligevægt, kaldes strålingen hulrumsstråling eller sortlegemestråling. Plancks strålingslov beskriver spektret for hulrumsstråling, der kun afhænger af objektets temperatur. Wiens forskydningslov bestemmer bølgelængden, hvor intensiteten af strålingen er størst, og Stefan-Boltzmanns lov angiver strålingens intensitet.
Varmestråling er en af de grundlæggende mekanismer for varmeoverførsel.

## Overblik
Varmestråling er emission af elektromagnetiske bølger som sker fra alt stof, der har en temperatur, der er større end det absolutte nulpunkt. Det repræsenterer en konvertering af termisk energi til elektromagnetisk energi. Termisk energi består af den kinetiske energi fra tilfældige bevægelser af atomer og molekyler i stof. Alt stof med en temperatur er per definition sammensat af partikler, der har kinetisk energi, og som interagerer med hinanden. Disse atomer og molekyler er sammensat af ladede partikler, dvs. protoner og elektroner, og kinetiske interaktioner mellem stofpartikler resulterer i ladningsacceleration og dipol-oscillation. Dette resulterer i den elektrodynamiske generation af koblede elektriske og magnetiske felter, hvilket resulterer i emission af fotoner, der udstråler energi væk fra legemet gennem dets overflade.
Egenskaber ved varmestråling afhænger af forskellige egenskaber på den overflade, den stammer fra, inklusive dens temperatur, dens spektrale absorptivitet og spektrale emissivitet, som udtrykt i Kirchhoffs strålingslov. Strålingen er ikke monokromatisk, dvs. den består ikke kun af en enkelt frekvens, men omfatter en kontinuerlig spredning af fotonenergier, dets karakteristiske spektrum. Hvis det udstrålende legeme og dets overflade er i termodynamisk ligevægt, og overfladen har perfekt absorptivitet ved alle bølgelængder, karakteriseres det som et sort legeme. En sort legeme er også en perfekt emitter. Strålingen fra sådanne perfekte emittere kaldes hulrumsstråling eller sortlegemestråling. Forholdet mellem et bestemt legemes emission og et sort legemes emission kaldes legemets emissivitet, så en sort legeme har per definition en emissivitet på én.
Absorptivitet, reflektionsevne og emission er for legemer afhængig af bølgelængden af strålingen. På grund af elektromagnetisk reciprocitet er absorptivitet og emission for enhver bestemt bølgelængde ens - en god absorber er nødvendigvis en god emitter, og en dårlig absorber en dårlig emitter.
Fordelingen af intensiteten af de frekvenser som et sort legeme udsender beskrives af Plancks strålingslov. Ved en given temperatur er der en frekvens {\displaystyle \nu _{\max }}, ved hvilken den udsendte effekt er maksimal. Wiens forskydningslov og det faktum at frekvensen er omvendt proportional med bølgelængden, indikerer at topfrekvensen {\displaystyle \nu _{\max }} er proportional med den absolutte temperatur {\displaystyle T} for det sorte legeme. Solens fotosfære, ved en temperatur på ca. 6000 K, udsender hovedsageligt stråling i den (menneskeligt) synlige del af det elektromagnetiske spektrum. Jordens atmosfære er delvis gennemsigtig for synligt lys, og lyset der når overfladen, absorberes eller reflekteres. Jordoverfladen genudsender den absorberede stråling og tilnærmer sig et sort legemes opførsel ved 300 K. Den udsendte strålings topfrekvens {\displaystyle \nu _{\max }} er lavere end for indkommende sollys på grund af Jordens lavere temperatur.
For disse lavere frekvenser er atmosfæren stort set uigennemsigtig, og stråling fra Jordens overflade absorberes eller spredes af atmosfæren. Selvom ca. 10 % af denne stråling slipper ud i rummet, absorberes det meste og genudsættes derefter af atmosfæriske gasser. Strålingen væk fra jorden kaldes udgående langbølget stråling. Det er den spektrale selektivitet i atmosfæren, der er ansvarlig for den planetariske drivhuseffekt, der bidrager til global opvarmning og klimaforandringer generelt (men bidrager også kritisk til klimastabilitet, når sammensætningen og egenskaberne i atmosfæren ikke ændrer sig).
Glødepæren har et spektrum, der overlapper Solens og Jordens sortlegemespektre. Nogle af de fotoner, der udsendes af en glødetråd af wolframpære ved 3000 K er i det synlige spektrum. Det meste af energien er forbundet med fotoner med længere bølgelængder; disse hjælper ikke en person med at se, men overfører stadig varme til miljøet som kan måles. Hver gang elektromagnetisk stråling udsendes og absorberes, overføres varme. Dette princip bruges i mikrobølgeovne og ved laserskæring.
I modsætning til varmeoverførsel ved varmeledning og konvektion kan varmestråling koncentreres på et lille sted ved hjælp af reflekterende spejle. Koncentrering af solenergi udnytter dette. I mange sådanne systemer anvendes spejle til at koncentrere sollys til et mindre område. I stedet for spejle kan også fresnellinser bruges til at koncentrere varmeflux. (I princippet kan enhver form for linse bruges, men kun fresnel-linsedesignet er praktisk til meget store linser).

## Egenskaber
Der er fire hovedegenskaber, der karakteriserer varmestråling:
- Varmestråling udsendt af et legeme ved en hvilken som helst temperatur består af en lang række frekvenser. Frekvensfordelingen er givet ved Plancks strålingslov for en idealiseret emitter som vist i diagrammet øverst.
- Den dominerende frekvens (eller farve) for den udsendte stråling skifter til højere frekvenser, når emitterens temperatur stiger. For eksempel stråler en rødglødende genstand hovedsageligt i de lange bølgelængder (rød og orange) på det synlige bånd. Hvis den opvarmes yderligere, begynder det også at udsende mærkbare mængder grønt og blåt lys, og spredningen af frekvenser i hele det synlige område får det til at virke hvidt for det menneskelige øje; det er hvidglødende. Selv ved en hvidglødende temperatur på 2000 K er 99 % af strålingens energi stadig i den infrarøde område. Dette bestemmes af Wiens forskydningslov. I diagrammet bevæger topværdien for hver kurve sig mod venstre når temperaturen stiger.
- Den samlede stråling af alle frekvenser stiger kraftigt når temperaturen stiger; Stefan-Boltzmanns lov siger at strålingen er proportionel med T4, hvor T er den absolutte temperatur af legemet. Et objekt ved temperaturen i en varm køkkenovn, cirka det dobbelte af stuetemperaturen på den absolutte temperaturskala (600 K vs. 300 K) udstråler 16 gange så meget effekt pr. arealenhed. Et objekt ved glødetrådens temperatur i en glødepære – omkring 3000 K eller 10 gange stuetemperatur – udstråler 10.000 gange så meget effekt pr. arealenhed.
- Andelen af elektromagnetisk stråling der udsendes ved en given frekvens, er proportional med absorptionen af frekvensen jf. Kirchhoffs lov. Således udstråler en overflade, der optager mere rødt lys, også mere rødt lys. Dette princip gælder for alle egenskaber ved bølgen, herunder bølgelængde (farve), retning, polarisering og kohærens, så det er muligt at have varmestråling, der er polariseret, kohærent og retningsbestemt, skønt polariserede og sammenhængende former er sjældent forekommende i naturen.

### Subjektiv farveopfattelse for varmestråling
Den ældste metode til at måle temperaturen for varme objekter, er at vurdere den opfattede farve for objektets varmestråling.
| Temperatur | Subjektiv farve                                |
| ---------- | ---------------------------------------------- |
| 480 °C     | svag rød glød                                  |
| 580 °C     | mørkerød                                       |
| 730 °C     | lys rød, let orange                            |
| 930 °C     | lys orange                                     |
| 1100 °C    | lys gullig orange                              |
| 1300 °C    | gulligt hvidt                                  |
| > 1400 °C  | hvid (gullig set på afstand gennem atmosfæren) |